# Radivoj Korać
Radivoj Korać (Sombor, 5. studenoga 1938. – Kamenica, općina Ilijaš, BiH, 2. lipnja 1969.), bio je srbijanski košarkaš. Bio je državni reprezentativac. 

## Prometna nesreća i smrt
Radivoj Korać je poginuo u 30. godini u prometnoj nesreći 2. lipnja 1969. kod sela Kamenice, 12 km od Sarajeva, nakon utakmice između reprezentacije Jugoslavije i selekcije Bosne i Hercegovine. Radivoj Korać je prvi sportaš koji je sahranjen u Aleji zaslužnih građana na Novom groblju u Beogradu. Na sahrani je prisustvovala i delegacija iz kluba Petrarca Basket iz Padove, kluba u kojem je Korać završio karijeru.